# Alexander Kenneth Maclean
Pour les articles homonymes, voir Alexander Maclean et Maclean.
Alexander Kenneth Maclean (18 octobre 1869-31 juillet 1942) est un homme politique canadien de la Nouvelle-Écosse. Il est député fédéral conservateur de la circonscription néo-écossaise de Lunenburg de 1904 à 1909 et d'Halifax de 1911 à 1923.
Il est aussi député provincial conservateur de Lunenburg de 1901 à 1904 et de 1909 à 1911.

## Biographie
Né à Upper North Sydney dans la péninsule du Cap-Breton en Nouvelle-Écosse, Maclean étudie à la Pictou Academy (en) et à l'Université Dalhousie. Ayant gradué en tant qu'avocat, il pratique dans la région de Lunenburg en Nouvelle-Écosse. 
Tentant sans succès d'être élu et d'entrer à la Chambre des communes lors de l'élection de 1900 dans Lunenburg, il parvient à entrer à l'Assemblée législative de la Nouvelle-Écosse en tant que député libéral de Lunenburg après l'élection de 1901. Il conserve se poste jusqu'en 1904 alors qu'il parvient à faire son entrée sur la scène fédérale.
Il démissionne de son poste de député fédéral alors qu'il est nommé procureur général et commissaire des Terres de la couronne dans le cabinet du premier ministre néo-écossais George Henry Murray. Il demeure sur la scène provinciale jusqu'à son élection dans la circonscription d'Halifax, lui permettant un retour sur la scène fédérale avec l'élection de 1911.
Suivant la crise de la conscription de 1917, il décide de changer de parti en raison de son appui au gouvernement unioniste de Robert Borden. Ce dernier le nomme ministre sans portefeuille peu de temps après. Il quitte le gouvernement en 1920 et est réélu sous l'étiquette libérale en 1921.
En 1923, il démissionne de son siège afin d'accepter une nomination pour le poste de président de la cour de l'Échiquier du Canada (aujourd'hui cour fédérale du Canada (en)). Il occupe cette fonction jusqu'à son décès. Il siège à 67 occasions en tant que juge ad hoc à la Cour suprême du Canada.
Son plus important jugement est considéré comme étant le R v Eastern Terminal Elevator Co (en) qui est confirmé par la cour. La décision de Maclean est considérée comme très compétente au niveau de la rigueur d'analyse contrairement à l'argumentaire émis plus tard par le juge Lyman Poore Duff.